# Centraal laboratorium van de bloedtransfusiedienst

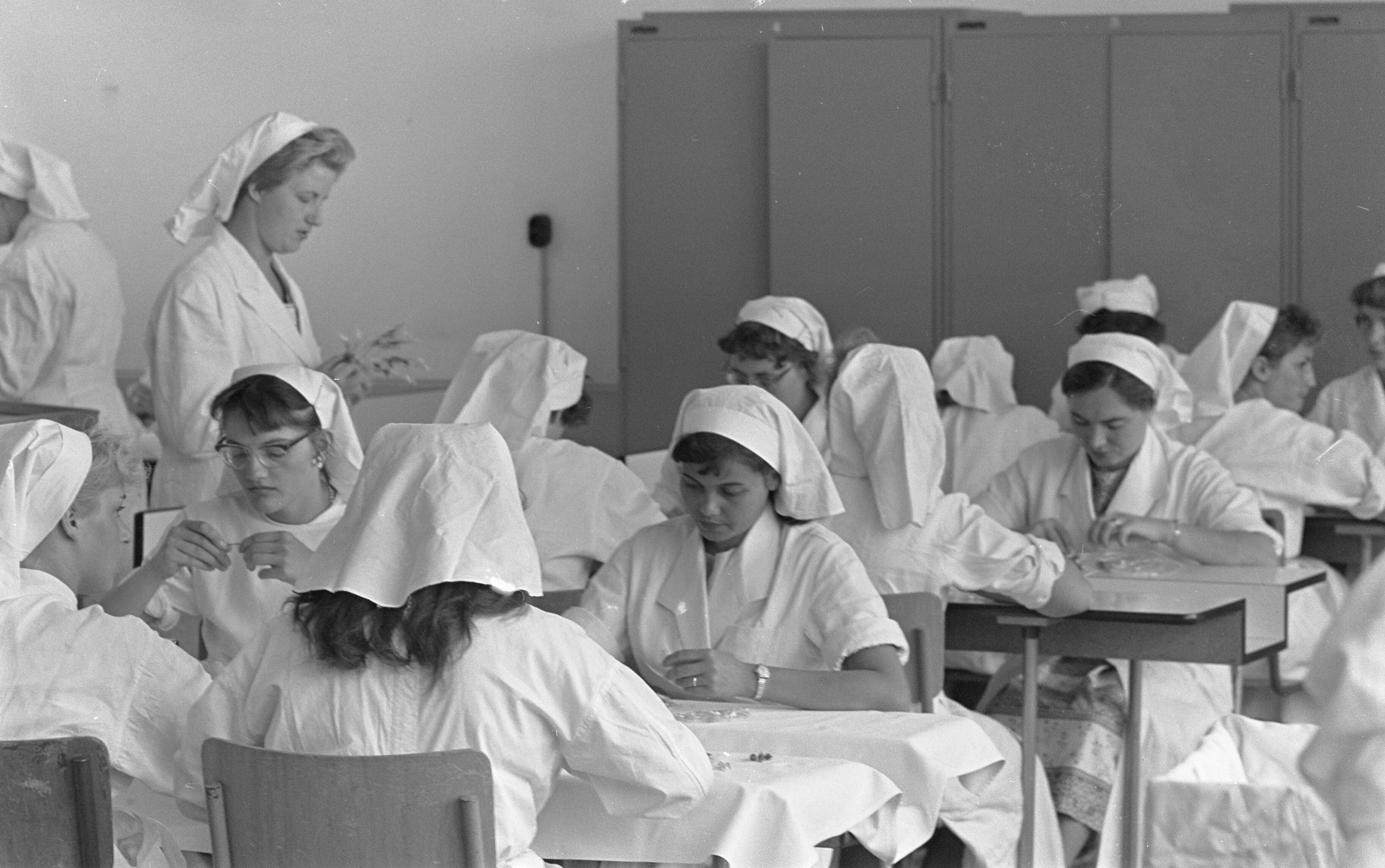
Centraal laboratorium van de bloedtransfusiedienst

Het Centraal Laboratorium van de Bloedtransfusiedienst (CLB) van het Nederlandse Rode Kruis is in 1998 gefuseerd met de Nederlandse bloedbanken tot de stichting Sanquin. Deze stichting verzorgt sindsdien, zonder winstoogmerk, de gehele Nederlandse bloedvoorziening.
Het CLB werd opgericht in 1943 en kwam voort uit de Amsterdamse conserveerinrichting Noord, een instantie die in 1939 was opgericht door de Centrale Medische Bloedtransfusie Commissie van het Rode Kruis in samenwerking met de geneeskundige dienst van het Nederlandse leger, met als doel bloed langdurig op de kunnen slaan en zorg te dragen voor de bloedtransfusie-apparatuur Het stond onder leiding van dr. Jan Spaander en was gehuisvest in het Binnengasthuis, het universitair ziekenhuis in de binnenstad van Amsterdam. De taken van het CLB waren het produceren van geneesmiddelen uit bloedplasma en het bepalen van de bloedgroep van het gedoneerde bloed. Bij dit laatste horen ook testen op zeldzame antigenen en antistoffen in het gedoneerde bloed die een ongewenste reactie kunnen opwekken bij de ontvanger van het bloed. 
In de loop van de jaren werd de kennis over bloed en bloedtransfusies steeds uitgebreider. Het CLB breidde zijn activiteiten dan ook steeds uit. Er werd bijvoorbeeld steeds meer wetenschappelijk onderzoek verricht, maar ook werden er steeds meer verschillende geneesmiddelen uit het plasma gehaald. Artsen met vragen over bloed of bloedtransfusie konden terecht bij het CLB en bepaalde specifieke onderzoeken op het bloed van patiënten werden vanuit het hele land bij het CLB aangevraagd. In 1950 volgde prof. Joghem van Loghem de heer Spaander op als algemeen directeur en in 1959 verhuisde het CLB naar de Amsterdamse Plesmanlaan, waar nu het hoofdkantoor van Sanquin en Sanquin Plasma BV is gehuisvest.